# Valdemar
Valdemar er et dansk drengenavn, der stammer fra det russiske Vladimir. Den nordiske omskrivning betyder således 'vælde' og 'berømt'.
Det første bevis i den danske form er fra den danske kong Valdemar den Store, hvis oldefar var en russisk fyrste ved navn Vladmir.

## Kendte personer med navnet
- Valdemar Poulsen

## Historiske eksempler

### Danske konger
- Valdemar den Store
- Valdemar Sejr
- Valdemar 3.
- Valdemar Atterdag

### Andre
- Biskop Valdemar
- Valdemar 4. af Slesvig